# 钱芳莉
钱芳莉（1954年10月—），安徽安庆人。女，汉族。1974年5月参加工作，1976年6月加入中国共产党。广东省委党校经济学专业毕业，广东省委党校研究生学历及高级管理人员工商管理硕士，副研究员。
1974年5月，任安徽省安庆市郊新洲公社知青、公社干部。1978年10月，在安徽省安庆市商业局工作。1980年1月，任安徽省安庆市及西区人民检察院书记员、检察员、检察委员会委员、刑检科负责人(其间：1982年9月至1985年8月，在安徽电大汉语言文学专业学习)。1984年6月，任中共安庆市委政法委副科级秘书。
1987年5月，任华南师范大学纪委正科级秘书、党委组织部干部科科长。1993年11月，任华南师范大学党委组织部副部长，1998年7月主持组织部工作，1998年10月兼任党校办公室主任。1999年11月，任华南师范大学党委组织部部长。
2004年2月，任中共珠海市委常委。2004年3月，兼任市委组织部部长。2007年3月，兼任市委党校校长。2008年7月，任中共珠海市委副书记、组织部部长，市委党校校长。2008年12月，任中共珠海市委副书记，市委党校校长。2011年2月，任中共珠海市委副书记、市委秘书长，市委党校校长。2011年12月，中共珠海市委委员、珠海市政协党组书记。2012年1月，任珠海市政协主席、党组书记，市委委员。
2016年6月8日，因涉嫌严重违纪问题，接受组织调查。